# Diga di Kaneyama
La diga di Kaneyama (兼山ダム?, Kaneyama damu) è una diga vicino a Kani, nella prefettura di Gifu, in Giappone.